# Dezimeterwelle

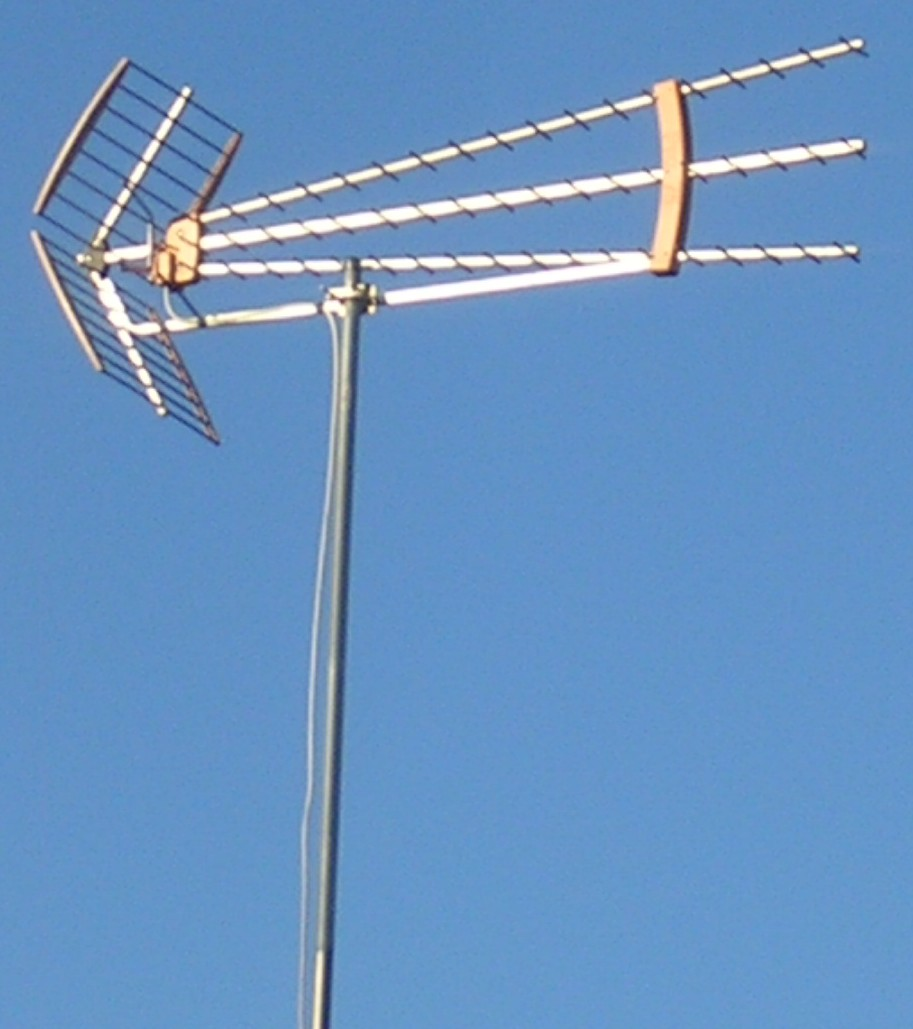
UHF-Yagi-Antenne mit Winkelreflektor

Als Dezimeterwellen, auch dm-Wellenbereich, UHF-Frequenzbereich, UHF-Frequenzband oder UHF-Band (englisch Ultra High Frequency – UHF), bezeichnet man elektromagnetische Wellen mit einer Wellenlänge von einem bis zehn Dezimeter (10 cm bis 1 Meter), was einem Frequenzband von ca. 300 MHz bis 3 GHz entspricht. Der Dezimeterwellenbereich liegt somit zwischen den längeren Ultrakurzwellen und den kürzeren Zentimeterwellen. Je nach Definition gehören sie ganz oder teilweise zu den Mikrowellen.
Gemäß dem Frequenzbereichszuweisungsplan der Internationalen Fernmeldeunion (VO Funk) sowie der Frequenznutzungsplanverordnung der Bundesrepublik Deutschland bestehen bezüglich dieses Frequenzbands umfangreiche öffentlich-rechtliche, industrielle, kommerzielle, private und gemeinnützige Nutzungsforderungen. Darüber hinaus wird der Frequenzbereich vom Militär und von BOS-Diensten genutzt.
Um den Bedarf an Einzelfrequenzzuteilungen decken zu können, ist dieses Frequenzband in mehr als 80 Frequenzbereiche unterteilt, deren Nutzung explizit Funkdiensten zugewiesen ist. Dazu gehören – ohne Anspruch auf Vollständigkeit – beispielsweise:
- Amateurfunkdienst
- Fester Funkdienst: Richtfunkanwendungen
- Flugnavigationsfunkdienst: Gleitwegsender (ILS) der Flugsicherung
- Mikrowellenherd (häufig 12,22 cm)
- Mobiler Landfunkdienst: Betriebsfunk, Bündelfunk, Datenfunk, Fernwirkanlagen, Funktelefonnetze, Funkanwendungen der Eisenbahn, Funkrufdienste, ISM-Anwendungen, Funkbewegungsmelder, schnurlose Telekommunikationsanlagen, Personenrufanlagen, WLAN
- Mobiler Flugfunkdienst: Flugfunk militärisch
- Mobiler Seefunkdienst über Satelliten: Inmarsat, weltweites maritimes Not- und Sicherheitssystem (GMDSS), Satellitenbojen zur Kennzeichnung der Notposition
- Radioastronomiefunkdienst:
- Rundfunkdienst: DVB-T, Fernsehrundfunkband IV und V, Reportagefunk, drahtlose Mikrofone, drahtlose TV-Kameras,
- Navigationsfunkdienst: Flugsicherungsanlagen TACAN, DME, SSR, ACAS
- Ortungsfunkdienst: Radaranlagen der Flugsicherung
  - Nichtnavigatorischer Ortungsfunkdienst: militärische Radarsensoren
- Navigationsfunkdienst über Satelliten: Satellitennavigationssysteme GPS, Galileo, GLONASS
- Weltraumforschungsfunkdienst, Weltraumfernwirkfunkdienst, Erderkundungsfunkdienst über Satelliten: Bahnvermessung sowie Fernmessung und Fernsteuerung von Satelliten
- Wetterhilfenfunkdienst: Wettersonden
- Wetterfunkdienst über Satelliten: Wettersatelliten